# Louvaines
Louvaines là một xã thuộc tỉnh Maine-et-Loire trong vùng Pays de la Loire phía tây nước Pháp. Xã này nằm ở khu vực có độ cao trung bình 27 mét trên mực nước biển.
Sông Oudon tạo thành toàn bộ ranh giới phía nam thị trấn.